# Blochiidae
De Blochiidae zijn een familie van uitgestorven straalvinnige beenvissen binnen de onderorde Xiphioidei (orde Perciformes).
De familie werd in 1859 benoemd door Pieter Bleeker.
De Blochiidae hebben een zeer langgerekt lichaam. De kop is spits met een lange snavel die met borstelachtige tanden bezet is. Het lichaam wordt bedekt door hartvormige of ruitvormige gekielde beenschubben. De rugvin begint net achter de nek en loopt tot aan de staartvin door, hij bestaat uit even lange stekels die op gelijkmatige afstand uit elkaar staan. De anaalvin begint in het midden van het lichaam en heeft dezelfde structuur. De buikvinnen zijn klein en liggen onder de borstvinnen. De staartvin is vrij groot en staat vrijwel verticaal met een rechte achterrand.

## Geslachten
- Acestrus Agassiz, 1845
- Blochius Volta, 1800
- Congorhynchus Darteville & Casier, 1949
- Loancorhynchus Otero, 2019